# Hane-Goshi

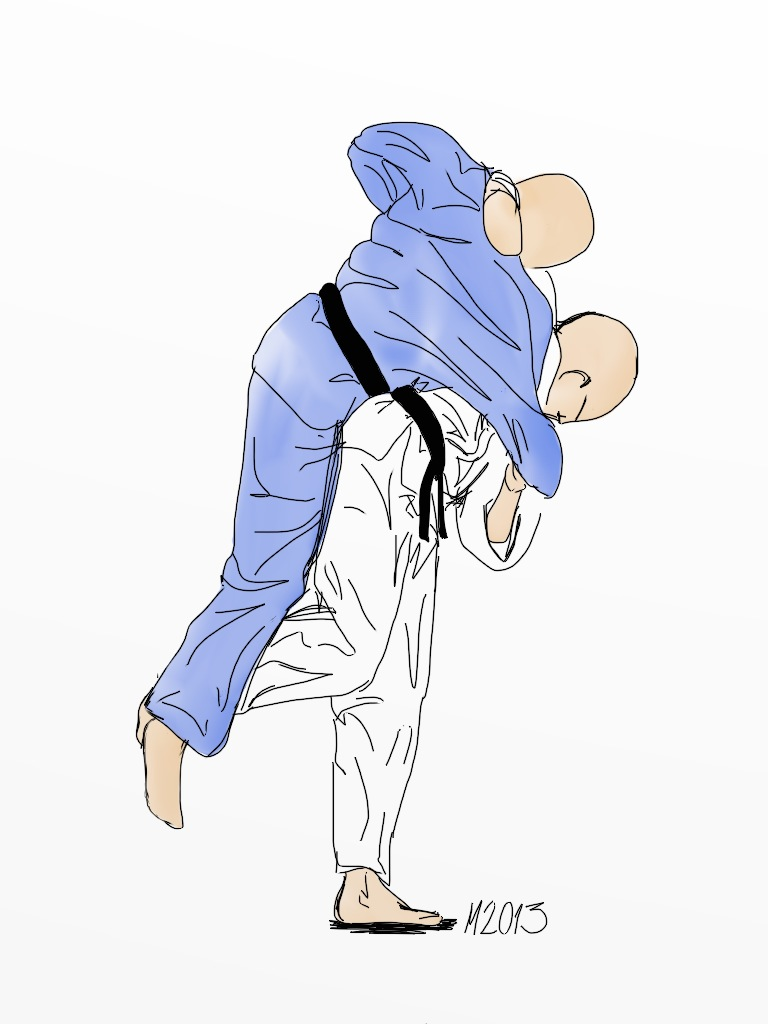
Exécution de Hane-Goshi

Hane-Goshi (hanche percutée, en japonais : 跳腰) est une technique de projection du judo. 
Hane-Goshi est la 5e technique du 3e groupe du Gokyo. Hane-Goshi fait partie des techniques de hanches (Koshi-Waza).
Contrairement aux idées reçues, Hane-Goshi s'effectue en faisant chuter Uke sur place comme Harai-Tsurikomi-Ashi et non pas comme Harai-Goshi après une culbute avant.
Ce qui est généralement décrit comme étant Hane-Goshi (avec la culbute avant) est en fait une des formes d'Uchi Mata.

## Terminologie
- Hane :  sauter
- Goshi : hanche